# Bábállam
A bábállam kifejezést olyan országokra értjük, amelyek hivatalosan önállóak, de valójában egy idegen hatalom irányítása alá tartoznak. Ezen országok kormányai gyakran használnak katonai erőket hatalmuk megtartására.

## Bábállamok a történelem folyamán
Példák a második világháború előttről
- Itáliai Királyság és Napóleon más itáliai csatlós államai
- Holland Királyság (Franciaország bábállama)
- Varsói Hercegség (Franciaország bábállama)
- (Kongresszusi) Lengyel Királyság (az Orosz Birodalom bábállama)
- Panama (az Amerikai Egyesült Államok bábállama)

### Második világháború
A tengelyhatalmak által létrehozott bábállamok:
- Független Horvát Állam
- Mandzsukuo
- Norvégia
- Szlovákia
- Franciaországi Vichy-kormány
- Olaszország kapitulációját követően létrejött északolasz Olasz Szociális Köztársaság (Salò-i Köztársaság), Mussolini bábkormánya
- Pindoszi Fejedelemség és Macedón Vajdaság
- Lokot Köztársaság
- Szerbia (Nedić-kormány)
- Második Filippínó Köztársaság

## Bábállamok a 21. században

### Orosz bábállamok
- Donyecki Népköztársaság (2014-től Ukrajna területén)
- Luganszki Népköztársaság (2014-től Ukrajna területén)
- Dnyeszter Menti Moldáv Köztársaság (1990-től Moldova területén)
- Dél-Oszétia (1991-től Grúzia területén)
- Abház Köztársaság (1994-től Grúzia területén)